# Armond Hill
Armond G. Hill (Brooklyn, Nueva York, 31 de marzo de 1953) es un entrenador y exjugador de baloncesto estadounidense que disputó 8 temporadas NBA. Con 1,93 metros de altura, lo hacía en la posición de base. Desde 2004 a 2020 fue entrenador asistente de Doc Rivers en Los Angeles Clippers.

## Trayectoria deportiva

### Universidad
Jugó durante cuatro temporadas con los Universidad de Princeton de la Universidad de Princeton, en las que promedió 13,6 puntos, 4,1 rebotes y 3,4 asistencias por partido. En su última temporada como universitario fue elegido como mejor jugador de la Ivy League.

### Profesional
Fue elegido en la novena posición del Draft de la NBA de 1976 por Atlanta Hawks, donde en su segundo año como profesional se hizo con el puesto de titular. Su mejor temporada en el equipo fue la 78-79, en la que promedió 10,2 puntos y 5,9 asistencias, que le situaron entre los diez mejores pasadores de la liga.
Dos meses después del comienzo de la temporada 1980-81 fue traspasado a Seattle Supersonics a cambio de dos futuras rondas del draft. En los Sonics jugó el resto de la temporada como suplente de Fred Brown, promediando 5,0 puntos y 3,4 asistencias. Fue perdiendo protagonismo en el equipo, hasta que en febrero de 1982 fue traspasado a San Diego Clippers a cambio de Phil Smith.
Al término de la temporada acabó su contrato, fichando como agente libre por Milwaukee Bucks, donde apenas contó para Don Nelson, su entrenador, siendo cortado tras disputar 14 partidos en los que promedió 3,3 puntos y 1,9 asistencias. Tras casi un año de parón, fichó de nuevo por los Hawks, pero solo jugó 15 partidos antes de ser despedido, retirándose definitivamente.

### Entrenador
Tras dejar el baloncesto en activo, inició su carrera como entrenador en el Lawrenceville School en 1985 como asistente, llegando a ser entrenador principal tres años después. De ahí pasó a su alma mater, Princeton, como asistente, firmando como entrenador principal de la Universidad de Columbia en 1995, puesto que ocupó hasta 2003. En la temporada 2003-04 de la NBA ficha como asistente de los Atlanta Hawks, y al año siguiente se convierte en asistente de los Boston Celtics, puesto que ocupó hasta el 2013. Su siguiente equipo sería Los Angeles Clippers, equipo en el que es asistente desde el año 2013, junto con el Doc Rivers, entrenador con el que ya estuvo los 9 años anteriores en los Boston Celtics.
En 2009 fue incluido en el Salón de la Fama del Baloncesto de la ciudad de Nueva York, en la cual se distinguen a los jugadores que hayan competido en dicha ciudad bien en high school como en universidad, uniéndose así a jugadores como Kareem Abdul-Jabbar, Red Auerbach, Bob Cousy o Lou Bender.

## Estadísticas de su carrera en la NBA

### Temporada regular
| Temporada | Edad | Equipo              | Liga | P   | TIT | MIN  | TC  | TCA | %TC  | 3P  | 3PA | %3P  | TL  | TLA | %TL  | R.OF. | R.DEF. | REB | ASIS | ROB | TAP | PER | FP  | PTS  |
| 1976-77   | 23   | Atlanta Hawks       | NBA  | 81  |     | 22.5 | 2.2 | 5.4 | .399 |     |     |      | 1.7 | 2.1 | .799 | 0.5   | 1.3    | 1.8 | 5.0  | 1.0 | 0.1 |     | 3.0 | 6.0  |
| 1977-78   | 24   | Atlanta Hawks       | NBA  | 82  |     | 30.9 | 3.7 | 8.9 | .415 |     |     |      | 2.3 | 2.7 | .848 | 0.7   | 2.1    | 2.8 | 5.2  | 1.8 | 0.2 | 2.9 | 3.7 | 9.7  |
| 1978-79   | 25   | Atlanta Hawks       | NBA  | 82  |     | 30.8 | 3.6 | 8.3 | .434 |     |     |      | 3.0 | 3.5 | .854 | 0.5   | 1.5    | 2.0 | 5.9  | 1.2 | 0.2 | 2.5 | 3.6 | 10.2 |
| 1979-80   | 26   | Atlanta Hawks       | NBA  | 79  |     | 26.5 | 2.2 | 5.5 | .411 | 0.0 | 0.1 | .250 | 1.6 | 1.8 | .849 | 0.4   | 1.4    | 1.7 | 5.4  | 1.4 | 0.1 | 2.2 | 3.3 | 6.1  |
| 1980-81   | 27   | TOTAL               | NBA  | 75  |     | 23.2 | 1.6 | 4.5 | .349 | 0.0 | 0.1 | .000 | 1.9 | 2.3 | .820 | 0.5   | 1.6    | 2.1 | 3.9  | 0.9 | 0.1 | 1.7 | 2.8 | 5.0  |
| 1980-81   | 27   | Atlanta Hawks       | NBA  | 24  |     | 26.0 | 1.6 | 4.8 | .336 | 0.0 | 0.0 | .000 | 1.8 | 2.1 | .840 | 0.4   | 1.7    | 2.1 | 4.9  | 1.1 | 0.1 | 2.4 | 2.5 | 5.0  |
| 1980-81   | 27   | Seattle SuperSonics | NBA  | 51  |     | 21.8 | 1.5 | 4.3 | .356 | 0.0 | 0.1 | .000 | 1.9 | 2.4 | .811 | 0.6   | 1.5    | 2.1 | 3.4  | 0.8 | 0.2 | 1.4 | 2.9 | 5.0  |
| 1981-82   | 28   | TOTAL               | NBA  | 40  | 18  | 18.1 | 1.3 | 3.2 | .421 | 0.0 | 0.1 | .000 | 1.0 | 1.4 | .709 | 0.3   | 1.0    | 1.3 | 2.7  | 0.5 | 0.1 | 1.7 | 2.2 | 3.6  |
| 1981-82   | 28   | Seattle SuperSonics | NBA  | 21  | 4   | 11.6 | 0.9 | 1.8 | .514 | 0.0 | 0.0 |      | 0.8 | 1.1 | .739 | 0.3   | 0.9    | 1.2 | 1.2  | 0.2 | 0.1 | 0.7 | 1.8 | 2.6  |
| 1981-82   | 28   | San Diego Clippers  | NBA  | 19  | 14  | 25.3 | 1.8 | 4.7 | .382 | 0.0 | 0.1 | .000 | 1.2 | 1.7 | .688 | 0.3   | 1.1    | 1.4 | 4.3  | 0.8 | 0.2 | 2.7 | 2.7 | 4.7  |
| 1982-83   | 29   | Milwaukee Bucks     | NBA  | 14  | 3   | 12.1 | 1.0 | 1.9 | .538 | 0.0 | 0.0 |      | 1.3 | 1.6 | .818 | 0.4   | 1.1    | 1.4 | 1.9  | 0.6 | 0.0 | 0.9 | 1.4 | 3.3  |
| 1983-84   | 30   | Atlanta Hawks       | NBA  | 15  | 2   | 12.1 | 0.9 | 3.1 | .304 | 0.0 | 0.0 |      | 1.1 | 1.4 | .810 | 0.1   | 0.5    | 0.7 | 2.3  | 0.5 | 0.0 | 0.9 | 2.0 | 3.0  |
| Total     |      |                     | NBA  | 468 | 23  | 25.2 | 2.5 | 6.0 | .408 | 0.0 | 0.1 | .077 | 2.0 | 2.4 | .829 | 0.5   | 1.5    | 2.0 | 4.7  | 1.2 | 0.1 | 2.2 | 3.1 | 6.9  |

### Playoffs
| Temporada | Edad | Equipo        | Liga | P  | MIN | TCA | TC  | 3PA | 3P | TLA | TL | R.OF. | REB | ASIS | ROB | TAP | PER | FP | PTS | %TC  | %3P  | %FT   | MIN  | PTS | REB | AST |
| 1977-78   | 24   | Atlanta Hawks | NBA  | 2  | 61  | 6   | 15  |     |    | 4   | 4  | 0     | 3   | 7    | 2   | 0   | 5   | 7  | 16  | .400 |      | 1.000 | 30.5 | 8.0 | 1.5 | 3.5 |
| 1978-79   | 25   | Atlanta Hawks | NBA  | 9  | 267 | 29  | 71  |     |    | 8   | 12 | 2     | 17  | 50   | 12  | 1   | 23  | 33 | 66  | .408 |      | .667  | 29.7 | 7.3 | 1.9 | 5.6 |
| 1979-80   | 26   | Atlanta Hawks | NBA  | 5  | 109 | 12  | 30  | 0   | 1  | 11  | 12 | 2     | 6   | 15   | 4   | 1   | 11  | 14 | 35  | .400 | .000 | .917  | 21.8 | 7.0 | 1.2 | 3.0 |
| Total     |      |               | NBA  | 16 | 437 | 47  | 116 | 0   | 1  | 23  | 28 | 4     | 26  | 72   | 18  | 2   | 39  | 54 | 117 | .405 | .000 | .821  | 27.3 | 7.3 | 1.6 | 4.5 |